# Meishan (Zhejiang)
Meishan (煤山 ; pinyin : Méishān) est une ville du district administratif de Changxing de la ville-préfecture de Huzhou de la province du Zhejiang en Chine.

## Particularités
Son territoire possède un clou d'or extrêmement bien mis en valeur. Il indique le début du trias, et a pour coordonnées 31° 04′ 51″ N, 119° 42′ 22″ E.